# 皇民有志決起事件
皇民有志蹶起事件（七・五事件）（こうみんゆうしけっきじけん、しちごじけん）とは、1940年（昭和15年）7月5日神兵隊事件関係者のうち前田虎雄、影山正治らを中心に大東塾生らによって計画され、事前に検挙された日本のクーデター未遂事件。

## 概要
「討奸宣言」「滅賊討奸の書」を準備していたが、その「宣言」によれば「我等は起てり。神命を拝して起てり。滅賊討奸のため起てり。」と冒頭に記し、維新の大詔渙発、皇族内閣の実現、米内内閣の総辞職、獄中の維新関係者の釈放、政党の解散、『朝日新聞』、『改造』など左翼的新聞、雑誌の禁止、天皇機関説信奉者の逮捕、カトリックなどの解散、日満支合邦実現などを要求していた。関係者は30人。手榴弾2個、拳銃14挺、日本刀20本などを準備していた。
大東塾の長谷川幸男を一番隊隊長に全員を五隊に分け、米内光政首相、湯浅倉平前内府、岡田啓介元首相、池田成彬元蔵相、町田忠治民政党総裁、原田熊雄男爵、麻生久、菊池寛の各私邸を襲撃および殺害のうえ放火を計画していた。

## 判決
1942年（昭和17年）3月30日、東京地方裁判所で殺人予備、放火予備、爆発物取締罰則違反などで関係者30人に次の判決があった。前田虎雄、影山正治各禁固5年、長谷川幸男、高嶋仁、窪田早視、茂呂宣八、登石清、玉井光一ら六人各禁固3年、滝沢利量、村岡清蔵懲役2年、江坂勇之助、懲役1年、佐竹義幸ら11人各懲役1年、執行猶予2年、林晋平、懲役1年、執行猶予3年、林佐夫朗は応召で免除。

## 題材にした作品
小説
- 豊饒の海 第二巻 奔馬（1961年、三島由紀夫）[要出典]